# 拉克坦提乌斯
拉克坦提乌斯（拉丁語：Lactantius，240年—325年）是一位早期的基督教作家，他曾經擔任羅馬皇帝君士坦丁一世的顧問，在最初階段指導他基督教宗教政策，並擔任君士坦丁一世兒子克里斯普斯的導師。拉克坦提烏斯最重要的著作是《神聖教理》，一篇旨在向異教徒批評者確立基督教的合理性和真實性的護教論文。這是他最出名有關護教的作品，在文藝復興時期被人文主義者廣泛閱讀，他們更稱拉克坦提烏斯為「基督教西塞羅」。也經常形容他的詩是鳳凰。雖然詩的主題並非明顯的基督教，但現代學者在文本中發現了一些文學證據，表明作者對東方神話的解釋就是基督教復活的象徵。

## 生平
拉克坦提乌斯是一個非洲人，來自布匿或柏柏爾，[3] 他出生在一個異教家庭。他是亞挪比烏的學生，曾在努米底亞的重要城市Sicca Veneria（位於羅馬帝國阿非利加省，是當時阿非利加省的一個基督教中心，如今是突尼西亞的Le Kef城。）任教。早年的生活中，他主要在家鄉（可能是努米迪亞中的 Cirta）教授修辭學，那裡有銘文提到了某個“L. Caecilius Firmianus”。[4]
拉克坦提烏斯起初的公共事業非常成功。因應羅馬皇帝戴克里先的請求，他是尼科米底亞官方的修辭學教授；他其中一首詩Hodoeporicum（現已失傳），描述了他從非洲出發的航行。[5] 他曾與行政長官和辯論家索西亞努斯·希羅克勒斯和異教哲學家波菲里在帝國圈子裡交往。當他第一次遇到康斯坦丁和加萊里烏斯，他在迫害中扮演反派角色。[6] 在皈依基督教後，他是在戴克里先皇朝中第一個“反對基督徒的法令”（303 年 2 月 24 日）的人，自此他亦無法繼續擔任公共教師一職。[7]
後來他生活在貧困之中，一直靠寫作維持生計，直到君士坦丁一世成為他的贊助人。君士坦丁皇帝在 309-310 年任命年長的拉克坦提烏斯作為他的兒子克里斯普斯的拉丁語導師。[8] 317 年，拉克坦提烏斯跟隨克里斯普斯去到特里爾，當時克里斯普斯被封為凱撒（較小的共同皇帝）並被派往該市。克里斯普斯在 326 年被他的父親君士坦丁一世下令處死，但拉克坦提烏斯何時及在什麼情況下死去亦不得而知。[9]

## 著作
與早期的基督教作家相似，拉克坦提烏斯屬於經典模範。聖杰羅姆稱讚他的寫作風格，同時責備他作為基督教辯護者的能力。[10] 同樣，早期的人文主義者稱他為“基督教西塞羅”。一位《神聖教理》的翻譯員寫道：“拉克坦提烏斯在基督教教父中一直享有很高的地位，這不僅是因為他的著作主題，而且還因為他博學多才，表達的甜美，以及風格的優雅，這是它們的特點。”[11]
他寫了一些解釋基督教的護教作品，對仍然信奉帝國傳統宗教，受過教育的人是可以接受的範圍。他為基督教信仰辯護，反對希臘哲學家的批評。《神聖教理》正是能夠有系統地展示基督教思想的早期例子。

### 預言式解經
與早期教會許多作家一樣，拉克坦提烏斯採取了千禧年前論的觀點，認為基督的第二次降臨將於基督在地球上統治一千年或一千年之前。根據查爾斯·E·希爾（Charles E. Hill）的說法：「在四世紀的早期，我們看到了拉克坦提烏斯嘗試復興一種更“真正”的千禧年形式。」 [12] 拉克坦提烏斯亦廣泛引用西比爾（儘管西比林神諭現在被認為是 偽經）。 The Divine Institutes 第七卷就表明他對猶太人、基督教、埃及和伊朗世界末日材料的熟悉程度。[13]
他試圖確定末日的時間被認為與使徒行傳 1:7 相矛盾：“父以自己的權威確定的時間或季節，你不應該知道，”和馬可福音 13:32 ：“但那一天或那一刻，沒有人知道，天上的天使和子都不知道，只有父知道。”

### 作品
De opificio Dei（“論神的作工”）是一部護教作品，寫於被戴克里先的迫害期間即 303 或 304 年，是獻給一名叫德米特里尼烏斯的富有基督徒。這篇論文闡述了拉克坦提烏斯所有作品背後的護教原則。[14]
Divinarum Institutionum Libri VII（《神聖教理》）寫於 303 和 311 之間。[15] 這是拉克坦提烏斯最重要的著作。它是「最早在意大利印刷的書籍之一，也是第一個註明日期的意大利印記。[16] 作為一篇護教論文，它旨在指出異教信仰其實是徒勞，確立基督教的合理性和真理性以回應異教徒的批評。這也是他第一次嘗試以拉丁語系有統地闡述基督教神學，計劃讓所有反對者不能辯駁。[17]
De ira Dei（“論神的憤怒”），針對斯多葛派和伊壁鳩魯派，是對《神聖教理》的補充，當中涉及擬人化的真正意義。
De mortibus persecutorum（“論迫害者之死”）具有護教的特點，但鑑於拉克坦提烏斯出現在尼科米迪亞的戴克里先宮廷和高盧的君士坦丁宮廷，它被認為是記錄事件的重要來源。 Lactantius 將這項工作的目標描述如下：
“我在消息靈通的人的權威下講述了所有事情，我認為讓他們準確地寫下來是正確的，以免對如此重要事件的記憶消失，以免任何未來迫害歷史學家的人破壞真相。”[18]
Opera（“作品”） 在拉齊奧的 Subiaco 修道院印刷的第二版仍然存在。它一直留在意大利，直到 18 世紀末，當時它被保存在墨西拿的文森佐·瑪麗亞·卡拉法王子的圖書館裡。英國牛津的博德利圖書館於 1817 年獲得了這本書。